# モビルドール
モビルドール (MOBILE DOLL: MD) は、アニメ『新機動戦記ガンダムW』に登場する、架空の兵器の分類の一つ。無人で自律行動可能なモビルスーツ（あるいはモビルアーマー）のことを指す。
本稿では、『ガンダムW』以外のガンダムシリーズにおける無人モビルスーツ、同名だが別物である『ガンダムビルドダイバーズシリーズ』のモビルドールも併せて解説する。

## アフターコロニーにおけるモビルドール
モビルドール (MOBILE DOLL) とは、 "MOBILE Direct Operational Leaded Labor" の略称である。OZにというよりは戦いを肯定・奨励しておきながら、自らは戦いに命を張る意志も勇気もない姑息なロームフェラ財団のデルマイユ派貴族たちに採用されたほか、その生産ラインを奪ったホワイトファングによっても運用された。
既成のモビルスーツから改造されたものと、最初からモビルドールとして開発されたものがある。他のパイロットの戦闘データをもとに作られた戦闘アルゴリズムが組み込まれ、完全な自律行動がとれるほか、外部からの遠隔操作も可能である。人間を遥かに超える反応速度､人体が耐え得る以上の高G機動が可能であり、精密無比な攻撃力と併せて登場初期には有人機を圧倒し、ガンダムでも悪条件下ではあえなく敗れることもあった。さらにホワイトファングが主力としていたビルゴIIは、ゼロシステムを応用したゼクス・マーキス考案の管制システムによって集中制御され、優れた戦術センスを持つドロシー・カタロニアが操作して集団運用することで、連携がうまく取れていないガンダムチームをも苦戦させた。
しかしその反面、命がけだった戦いを、ゲーム感覚に変えてしまうという問題があった。殺戮や破壊を自ら血を流すことなく行うことで戦争責任が希薄となり、その悲惨さを省みなくなるとして、劇中でもOZのトレーズ・クシュリナーダをはじめ否定する者も多く、OZの内部分裂の一因となった。
実戦投入当初には猛威をふるったモビルドール（以下MD）であったが、機械的な動きが読まれやすいためか、後半にはヒイロ達のような熟練パイロットには「人形」呼ばわりされ、一蹴されるようになった。「洗練された戦術プログラムにより有効な戦力となる」ということは、裏を返せば「プログラム通りにしか動けず、それを読まれればただの人形」であることを意味する。ドクターJら5機のガンダムの開発者は、その点を突く形でプログラムに細工を施し、トレーズが直卒する地球国家軍の旧式のリーオーでも互角に近い戦いができるようになった。また、ガンダムパイロットのデータが組み込まれたはずの高性能機ヴァイエイトとメリクリウスを同時に相手にしても、デュオ・マックスウェルはほぼ圧勝している。なお、ドロシーが指揮するビルゴII部隊は、カトル・ラバーバ・ウィナーがリーダーシップをとって統一行動ができるようになったガンダムチームに敗れている（ドロシーとカトルは、白兵戦で直接対決もしている）。
融通がまったく利かないのも弱点で、手動で設定を変更するか味方機の識別信号を出さない限り攻撃目標に設定された対象を見境無く攻撃してしまう。ヒイロとデュオがOZの宇宙基地から脱出する際にはリーオーとアストロスーツをMDトーラスの攻撃目標に認識させたため、MDトーラスが基地にある他のリーオーやアストロスーツを着たOZ兵士に攻撃し続けるという事態が起こった。逆に味方機には何をされても反応せず、カトルがOZ兵から奪ったエアリーズでヒイロの危機に駆けつけた際にはMDビルゴがあっさりパンチで撃破されたうえ、他のMDビルゴの大群は攻撃の手を止めてしまっている。また、ヒイロとトロワがゼクスの迎撃に向かった際はトールギスと交戦しながら僚機のMDトーラスを撃墜するが、これに対しても無反応であった。
後に地球へ宣戦布告するマリーメイア軍は、モビルドールを拠点防衛用システム程度にしか使用しておらず、戦闘における主力兵器の座は再び、サーペントやリーオーをはじめとする有人MSに戻されていった。

### 主な機種
- リーオー （有線誘導によるモビルドールシステム実験機。実戦投入はされていない）
- トーラス（最初の実戦型モビルドール。有人モビルスーツ型のものもあり、無人型を指揮可能）
- ビルゴ（ツバロフ技師長により開発された初のモビルドール専用機）
  - ビルゴII（生産ラインを奪ったホワイトファングの主力機）
  - ビルゴ3（P3の主力機）
  - ビルゴIV（AC時代に大量製造されたビルゴ3を、火星用に改修した機体）
- ヴァイエイト (ホワイトファング再製造機,トロワの戦闘データが組み込まれたモビルドールとして)
- メリクリウス(ホワイトファング再製造機,ヒイロの戦闘データが組み込まれたモビルドールとして)

## その他の各シリーズにおける無人モビルスーツ

### 宇宙世紀における無人モビルスーツ
メディアワークス発行の雑誌「電撃ホビーマガジン」の企画『ソロモンエクスプレス』では、一年戦争（宇宙世紀0079年）末期に「ザクゾンビ」と呼称される無人モビルスーツの投入が描写される。これらは指揮官機の「指差しザク」によって遠隔操作されていたとされる。ただし、これは作者である小林誠による独自設定であり、サンライズ公式設定ではない。
また、一年戦争中を舞台にした漫画『アウターガンダム』シリーズにも無人機が登場しており、こちらはファントムと呼ばれている。作中ではゼファーガンダムと無人仕様に改良されたジムコマンドの2種が登場する。モビルドールと異なるのは、完全自律AI搭載機であることである。敵機を破壊するのみならず、そのパイロットをAI自身の判断で救うなど、その行為を通じてどちらかといえば肯定的な存在として描写される。同作者による続編漫画にもファントムは登場しており、宇宙世紀0099年を舞台とする『機動戦士ガンダム ムーンクライシス』にはヴォルテールなどのファントムが、宇宙世紀0107年を舞台とする『機動戦士ガンダムReon』では、ゼファーガンダムの後継機としてレオンが登場。こちらは過去の暴走事故を踏まえて火器管制はパイロットが行うが、機体を動かすだけならパイロットを必要としない。また、この機体はパイロットと音声による会話ができる段階にまで改良が進んでいる。ただし、いずれも作者である松浦まさふみによる独自設定であり、サンライズ公式設定ではない。
ゲーム『SDガンダム GGENERATION』シリーズに登場する、一年戦争中に計画されたNT試験用ジム・ジャグラーは、正確にはMSではなくモビルポッドであるが、ボールを改造した無人の遠隔誘導操作用ボールユニットをレーザー通信を用いて手動制御することができる。
グリプス戦役初期を舞台にした雑誌企画『TYRANT SWORD Of NEOFALIA』には、有人機であるタイラント・ソードと、それによって思考制御される複数の無人機からなる「SEウェポン・システム」が登場する。ただし、タイラント・ソードをはじめとするSEウェポン・システムの構成機は、そのほとんどがMSを超える次世代型機動兵器「ソード」であり、厳密に無人MSといえる機体はネモの改造機であるネモ・ソード改プロト3のみである。また、これも企画を主導した藤田一己による独自設定で、サンライズ公式設定ではない。
グリプス戦役を舞台としたOVA『GUNDAM EVOLVE ../9  MSZ-006 Ζ-GUNDAM』には、母機であるゲミヌスからサイコミュを用いて制御される「サイコミュ・モビルスーツ」ハスターが登場する。
雑誌企画『ガンダム・センチネル』には、MSの無人化を目標として開発された人工知能「ALICE」を搭載するSガンダムが登場する。なお、Sガンダム自体は有人機となっている。
「電撃ホビーマガジン」の雑誌企画『ソロモンエクスプレス2 THE MYSTERY OF PSYCHOMMUN-SYSTEM』には、第一次ネオ・ジオン抗争中に開発された無人MSであるΖプラスS2型が登場する。同機は有人での運用も可能。ただし、これも作者である小林誠の独自設定であり、サンライズ公式のものではない。
第一次ネオ・ジオン抗争後を舞台としたゲームブック『機動戦士ガンダムΖΖ vol.3「エニグマ始動」』には、サイコミュを用いて複数のMSを制御するシステムが登場する。これは同種のシステムがネオ・ジオンと地球連邦の双方でそれぞれ開発されていたもので、ネオ・ジオンのものは「シュペール・サイコミュ」、連邦のものは「エニグマ」と呼ばれている。ただし、これもサンライズ公式設定ではない。
漫画『機動戦士クロスボーン・ガンダム』では、クローン培養された細胞を基に作られた有機CPUであるバイオ脳がシリーズを通じて登場。木星帝国では総統クラックス・ドゥガチの影武者としてドゥガチの体細胞からクローン培養された9体のバイオ脳が製作され、内8体がMAエレゴレラおよびディビニダドに搭載された。これらは従来の無人MSとは一線を画し、人間となんら代わらない判断力を有すが、一方で人間の欠点をも受け継いでいる。木星戦役後も研究は続けられ、アムロ・レイのデーターをコピーしたバイオ脳の完成にこぎ付けており、実装したアマクサは文字とおりアムロのデータ通りの戦闘能力を見せ、クロスボーン・ガンダムを圧倒した。ほかには、新生クロスボーン・バンガードが旧式MSゾンド・ゲーを衛星イオの戦いにおいて自動操縦の囮として運用されており無人MSそのものが一般化しているような描写がある。
漫画『機動戦士クロスボーン・ガンダム ゴースト』に登場するMAカオスレルは、敵MSに撃ち込むことで支配下に置き、サイコミュを用いた遠隔操作をすることができる「ギムレット・ビット」を武装として搭載している。
テレビドラマ『G-SAVIOUR』にも同様の機体が登場しているが、こちらはモビルウェポン（Mobile Weapon: MW）と呼ばれている。MWレイやその後継機MWレイドはモビルドールに相当する存在である。続編に相当するゲーム版ではMW計画の後継に完全自律の無人MS開発計画であるプロジェクト・レイブンが存在する。パイロットデータを元に創られた擬似人格プログラムでMSを制御させるシステムである。実装機として可変MSレイブンが登場する。このプログラムそのものは、自身を人間として認識していたようである。
公式作品である映画『機動戦士ガンダムF91』にはバグと呼ばれる、モビルスーツでもモビルアーマーでもない自律型の殺戮兵器が登場する。詳細はクロスボーン・バンガードの機動兵器#バグを参照。

### 未来世紀における無人モビルスーツ
『機動武闘伝Gガンダム』に登場したカッシングも無人の機体であったが、こちらは無人モビルスーツと呼ばれている。
このほか、シャイニングガンダムやボルトガンダム、MAファントマなど一部のモビルファイターやその他の機動兵器でも遠隔操作が可能なものがある。

### アフターウォーにおけるビットモビルスーツ
『機動新世紀ガンダムX』には、有人MSによって遠隔操作される無人MSであるビットモビルスーツが登場する。

### 正暦におけるロボットおよびモビルウォーリアー
『∀ガンダム』に登場した無人のズサンはロボットと呼ばれている。また、バンデットもメリーベル搭乗機以外は無人機であり、無人型はモビルウォーリアーとも呼ばれる。無人機の制御方法については諸説あり、モビルドールであるとする説やシュペール・サイコミュ、またはフラッシュ・システムによる制御のビットモビルスーツであるとする説などがある。

### コズミック・イラにおける無人モビルスーツ
『機動戦士ガンダムSEED C.E.73 STARGAZER』に登場するスターゲイザーは、D.S.S.Dが開発した外惑星探査用の無人作業MSであり、胸部をAIモジュールとコックピットを備えた有人モジュールに換装可能になっている。実用可能レベルにまでAIが成長した際には、完全な無人機として運用される計画である。
『機動戦士ガンダムSEED ASTRAYシリーズ』では、敵機をたやすく制御下に置けるコンピューターウイルス・バチルスウエポンシステムが存在し、有人・無人問わずモビルスーツを遠隔操作できる。
『機動戦士ガンダムSEED FREEDOM』では、ファウンデーションが運用するジン-R、ディン-Rという無人機が存在する。

### 西暦におけるオートマトン
『機動戦士ガンダム00』では、人類革新連盟に有人MSに随伴する車両型無人モビルアーマー・ジャーチョーが存在する。また、ユニオンには暴徒鎮圧用のオートマトンが存在し、地球連邦設立後においても対人兵器として開発が継続されている。主にアロウズが使用し、反連邦勢力の施設などに投入して事実上の無差別虐殺を行なっている。
ソレスタルビーイングが保有するガンダムは、パイロットが搭乗していなくとも遠隔操作により、単純な動作（起動、パイロットのもとへの移動など）が可能であることが確認されているほか、『機動戦士ガンダム00V』ではセラフィムガンダムのトライアルフィールドの範囲を増大させる目的で製造される予定だった無人MS・セム、『劇場版 機動戦士ガンダム00 -A wakening of the Trailblazer-』では、ラファエルガンダムのパイロットからの脳量子波で遠隔操作される無人MS・セラヴィーガンダムIIが存在している。

## 『ガンダムビルドダイバーズシリーズ』におけるモビルドール
ガンプラを主題として扱った『ガンダムビルドダイバーズ』、『ガンダムビルドダイバーズRe:RISE』では、ELダイバーが現実世界で活動する体としてに与えられたガンプラがモビルドールと呼ばれている。